# Bagismus
Bagismus, v originále bagism (z anglického slova bag – taška, pytel), je termín založen Johnem Lennonem a Yoko Ono při jejich rozsáhlé mírové kampani v pozdních 60. letech. Záměrem bagismu bylo satirizovat předsudky a stereotyp. Člověk celé své tělo doslova oblékl do pytle. John a Yoko věřili, že bytím v pytli by člověk nebyl ostatními odsuzován na základě barvy kůže, délky vlasů, oděvu, věku, ani podobných rysů. Bagismus byl tedy brán jako forma totální komunikace; namísto toho, aby se posluchač zaměřoval na vzhled daného člověka, slyší pouze zprávu, kterou mu předává.

## Cíl a vznik
John a Yoko nápad poprvé představili během tiskové konference, která proběhla 31. března 1969 ve Vídni, a důkladněji o něm hovořili 14. června 1969 při rozhovoru s Davidem Frostem. Bagismus odrážel náladové, bezstarostné a často komické prostředí jiných Lennonových a Oniných mírových projektů, jako jsou třeba známé bed-ins. S pozorností mnohých kvůli své bizarní premise, bagismus představoval silné sociální a politické sdělení pro svět. John Lennon řekl: „Yoko a já jsme docela ochotní být pro svět šašky; děláním toho uděláme něco dobrého.“
Yoko řekla, že bagismus byl inspirován tématem Malého prince, které znělo „Správně vidíme jen srdcem. Co je důležité je očím neviditelné.“ Doufala, že když pytel zakryje její a Johnovo fyzické působení, vynikne tím důležitost jejich zprávy.

## The Alchemical Wedding
Pár s pytlem vystoupil již dříve ke konci roku 1968 v Royal Albert Hall na The Alchemical Wedding, což bylo setkání undergroundových umělců. Událost byla provozována Arts Lab a BIT, kteří vyzvali publikum k tomu, aby byli spíše účastníky než pasivními spotřebiteli. John a Yoko si na pódiu vlezli do velkého bílého pytle, sedli si v něm se zkříženýma nohama, poté si dřepli a zavřeli jej. Pohnuli se jen dvakrát za čtyřicet pět minut, když lezli stále hlouběji. To byla pro publikum silná výzva.
„Hudebníci hráli, básníci řečnili a Yoko s Johnem se plazili do svého bílého prostěradlového pytle, kde zůstali skryti před očima po dobu, která vypadala jako věky. Sledoval jsem malé dítě, které se pomalu plazí kolem. A to bylo to pytlové vystoupení. Chaos nastal, když se jakási mladá žena z publika svlékla donaha a radostně tančila. Když byla zavolána policie a dozorci se ji snažili dostat pryč, mnoho dalších lidí začalo v soudržnosti svlékat své oblečení také. Došlo k ústupu a nastalo příměří, nikdo nebyl chycen. Incident nahé dívky večer v londýnských novinách zabíral s doprovodnými fotografiemi titulní stránky,“ jak později řekl Lee Harris.

## Bagismus v písních Johna Lennona
Bagismus je v Lennonových písních zmíněn třikrát. Poprvé se objeví v písni „The Ballad of John and Yoko“ ve verši „eating chocolate cake in a bag“ (pojídání čokoládového dortu v pytli), což se stalo při oné Vídeňské konferenci roku 1969, a podruhé v písni „Come Together“, kde zpívá „He bag production“. To má být odkaz na jeho public relations společnost Bag Production Ltd, jejíž jméno je z bagismu odvozeno. Třetí souvislost s bagismem je k nalezení v „Give Peace a Chance“ ve verši „Everybody's talkin' about Bagism, Shagism, dragism, Madism, Ragism, Tagism, This-ism, That-ism, ism, ism, ism.“

## Pozdější užití

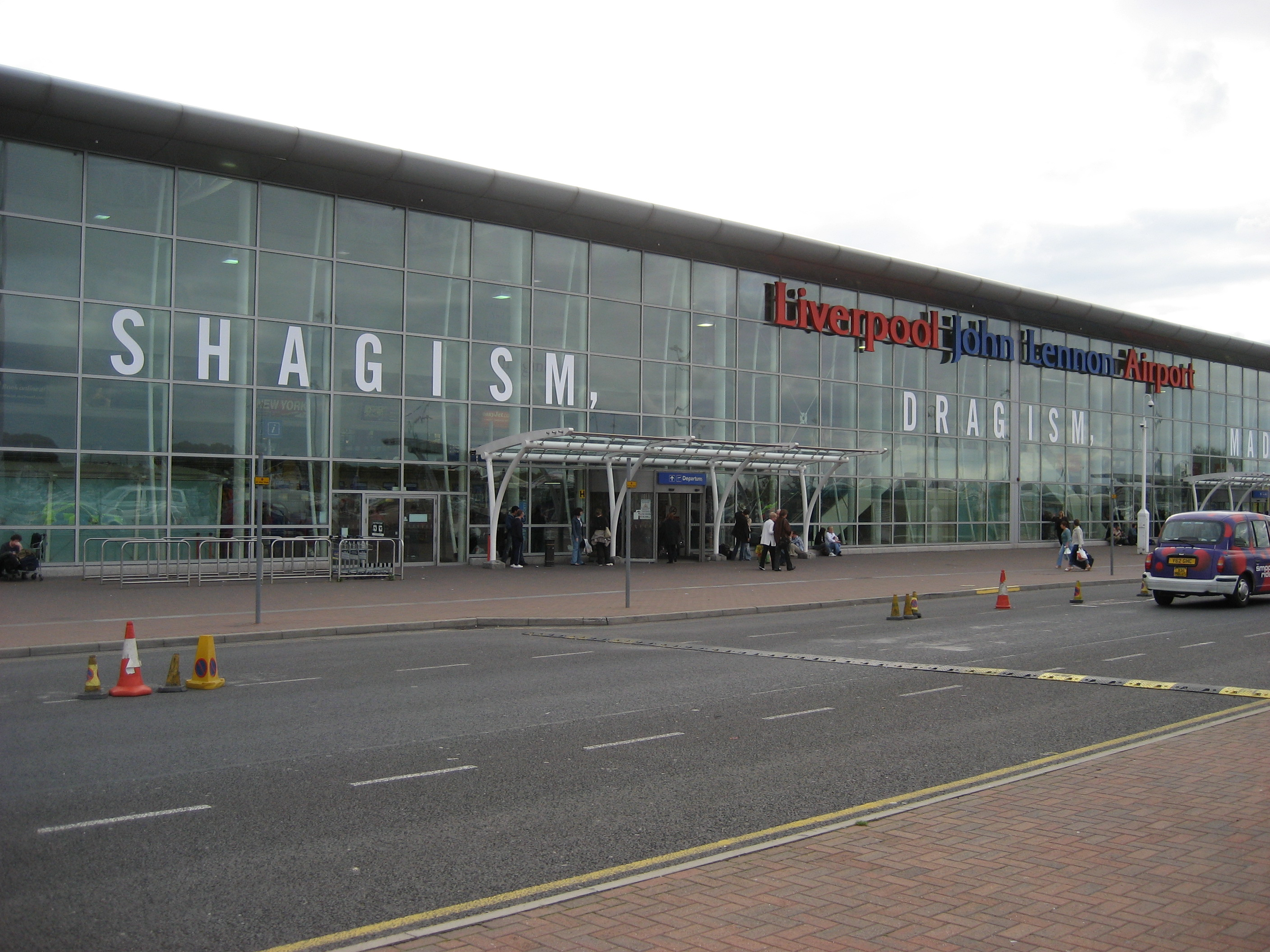
Letiště Johna Lennona Liverpool, září 2006

V roce 2006 mělo Letiště Johna Lennona v Liverpoolu nalepená slova „Bagism, Shagism, Dragism, Madism, Ragism, Tagism“ na přední straně prosklené fasády. Stejně tak bylo letiště zevnitř vyzdobeno texty různých Lennonových písní. 
Roku 2010 nahrála skupina Strawberry Walrus píseň se jménem „Bagism“ a vydala ji v albu This Is Not Here.